# Georges François Louis Jaquemot
Georges François Louis Jaquemot (* 19. Mai 1806 Valangin, Kanton Neuchâtel; † 15. Februar 1880 Pforzheim) war ein schweizerischer Kupfer- und Stahlstecher sowie Zeichenlehrer.

## Leben
Jaquemot war der Sohn des Pfarrers Georges Frédéric Jaquemot (1776–1841) und der Marianne (geborene Fabry), Tochter des Pierre-Aimé. Er studierte in Paris bei François Forster und James Pradier Malerei, Gravierkunst sowie Bildhauerei; anschliessend schloss er seine Ausbildung in Berlin bei Ludwig Buchhorn ab.
Nach dem Studium gab Jaquemot eine Zeit lang Zeichenunterricht an seinem Geburtsort Valangin. Von 1831 bis 1833 arbeitete er in Paris, von 1836 bis 1842 in Stuttgart, von 1842 bis 1856 in Karlsruhe, von 1856 bis 1878 in München und lebte schliesslich ab 1878 in Pforzheim. Er war Mitglied des Münchner Vereins für Christliche Kunst.
Der Politiker Gustave Irlet war sein Schwager.

## Werke

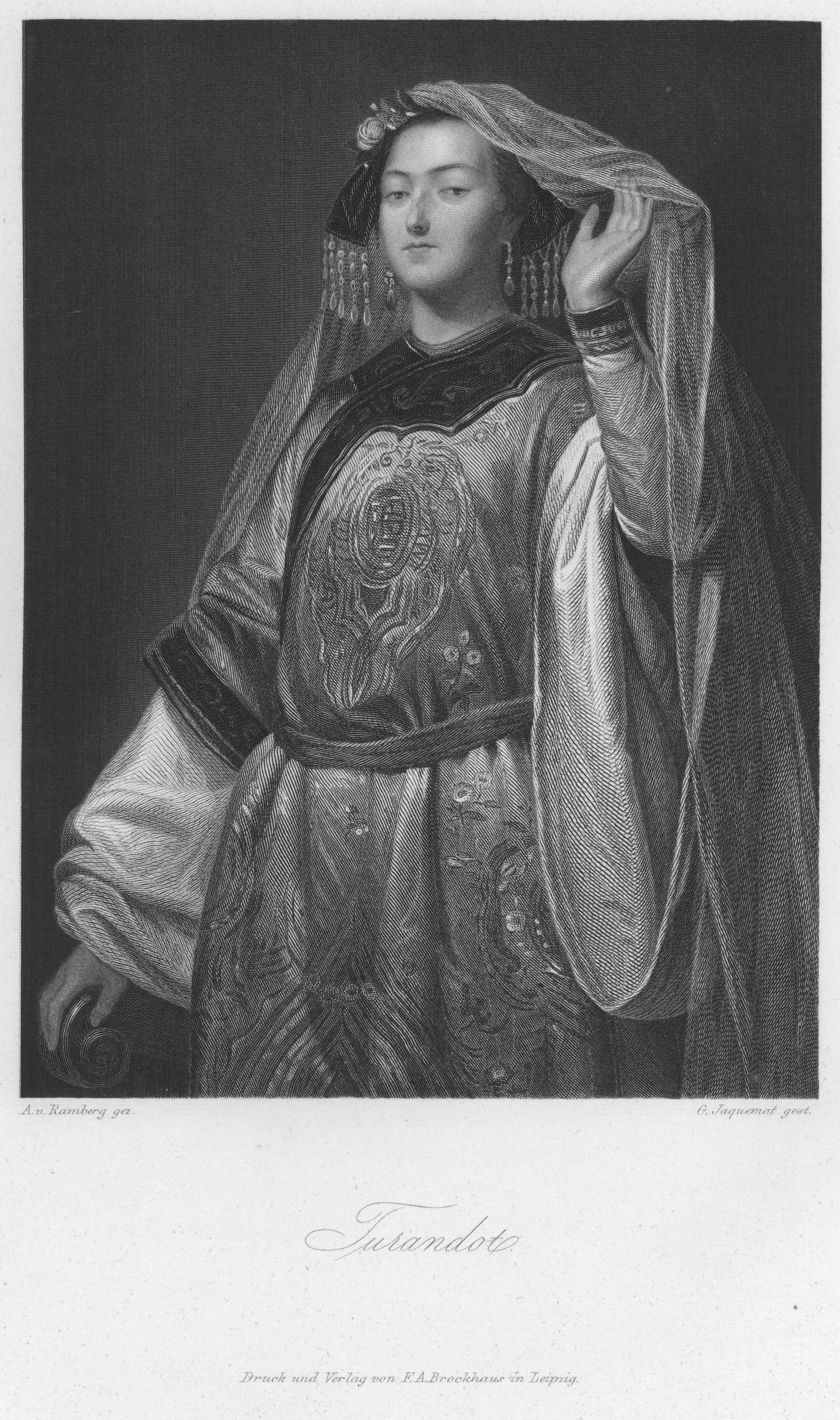
Um 1859: Turandot, nach Ramberg

Für verschiedene Verleger fertigte Jaquemot Kupfer- und Stahlstiche an, insbesondere auch Porträts. Für die Schiller-Galerie schuf er verschiedene Stiche nach Zeichnungen von Friedrich Pecht und Arthur von Ramberg, ebenso für deren Goethe-Galerie.
Ausstellungen
- 1828 und 1830 in der Berliner Akademie-Ausstellung[2]
- 1831, 1833 und 1857 am Salon de Paris[2]
- 1842, 1851, 1858 und 1868 bei der Société des amis des arts (etwa: «Gesellschaft der Freunde der Künste») von Neuchâtel[2]
- 1871 im Glaspalast von München[2]